# Debbie Gibson

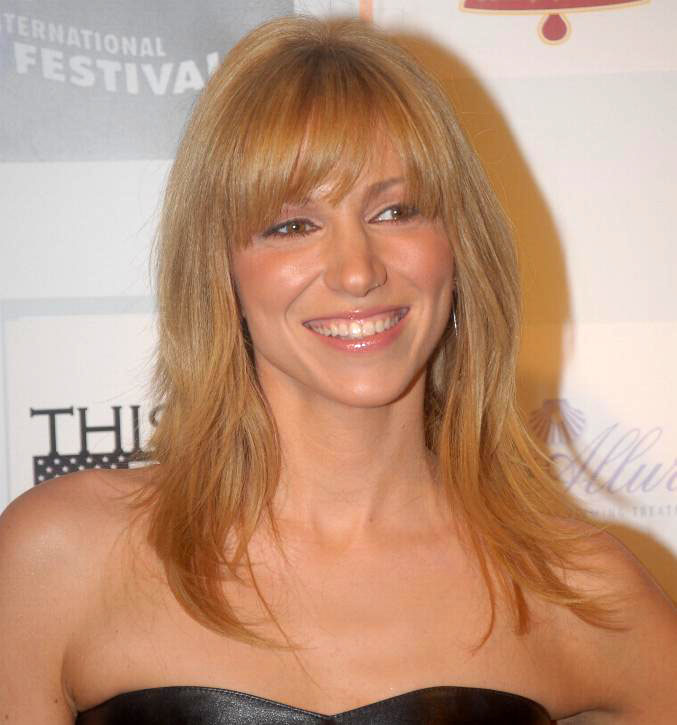
Debbie Gibson (2009)

Deborah Ann „Debbie“ Gibson (* 31. August 1970 in New York City) ist eine US-amerikanische Sängerin, Schauspielerin und Songschreiberin, die vor allem in den 1980er Jahren einige Hits hatte.

## Leben
Debbie Gibson wurde in Brooklyn geboren und wuchs auf Long Island in Merrick, einem Ortsteil von Hempstead als dritte von vier Töchtern von Joseph und Diane Gibson auf. Mit ihrer Schwester stand sie schon im Alter von fünf Jahren auf der Bühne und schrieb ihre ersten Songs. In diesem Alter brachte sie sich auch selbst das Klavierspielen bei. Sie spielte laut ihrer Mutter nach Gehör und lernte erst später durch einen Klavierlehrer Noten lesen. Mit acht Jahren war sie ein Mitglied des Chors der Metropolitan Opera in New York, und mit zwölf Jahren trat sie in der Hauptrolle der Annie im gleichnamigen Musical am Broadway auf.
Bereits mit 16 Jahren erhielt sie ihren ersten Schallplattenvertrag bei Atlantic Records und konnte ab Mitte 1987 ihre ersten selbstgeschriebenen Hits weltweit in den Charts platzieren: Only in My Dreams und Shake Your Love. Es folgten weitere Hits wie auch ihre US-amerikanischen Nummer-eins-Hits Foolish Beat (1988) und Lost in Your Eyes (1989). Mit ihrem Anfang 1989 erschienenen zweiten Album Electric Youth und der gleichnamigen Hitsingle sowie den Singles No More Rhyme und We Could Be Together hatte sie auch in Europa und Japan Erfolg.
1992 gab sie ein dreimonatiges Gastspiel in der Broadway-Produktion Les Misérables als Éponine. 1993 erfolgte dann ihr Durchbruch als Musical-Star in Grease im Londoner West End, wo sie in der Hauptrolle neben dem ehemaligen Nachbarn-Darsteller Craig McLachlan die Rolle der Sandy übernahm. Danach folgten Hauptrollen in den Broadway-Produktionen Funny Girl, Die Schöne und das Biest, Gypsy, Joseph and the Amazing Technicolor Dreamcoat, Cinderella, Chicago und Cabaret.
In der Zwischenzeit widmete sie sich immer wieder der Musik und veröffentlichte diverse Alben. Hinzu kamen mehrere Auftritte in einigen Fernsehproduktionen, unter anderem in der Serie Beverly Hills, 90210 sowie Rollen in Filmen wie My Girlfriend’s Boyfriend und Teen Queen, für die sie auch die Filmmusik schrieb. Deborah Gibson hat seit Mitte der 1990er Jahre ihr eigenes Plattenlabel namens Golden Egg Productions, wo sie nicht nur andere Sänger produziert, sondern für sie auch Songs schreibt. Ihre Mutter Diane ist nach wie vor ihre Managerin. Außerdem war sie in den Trashfilmen Mega Shark vs. Giant Octopus (2009, Regie: Jack Perez) und Mega Python vs. Gatoroid (2011, Regie: Mary Lambert) zu sehen. 2011 trat Gibson im Musikvideo Last Friday Night (T.G.I.F.) von Katy Perry als deren Mutter auf.
2015 und 2016 war sie als Hauptdarstellerin in zwei Filmen mit musikalischer Rahmenhandlung im US-amerikanischen Fernsehen zu sehen: The Music in Me und Summer of Dreams boten jeweils auch neue Songs von Gibson. Im September 2018 folgte mit Wedding of Dreams eine Fortsetzung von Summer of Dreams.
Im April 2018 wurde Gibson mit einem Stern auf dem Palm Springs Walk of Stars geehrt. 2021 hatte sie einen Gastauftritt in der Serie Lucifer. Im August 2021 erschien ihr zehntes Studioalbum The Body Remembers, das unter anderem eine Neuaufnahme von Lost in Your Eyes als Duett mit Joey McIntyre enthält. 2022 folgte das Weihnachtsalbum Winterlicious.
Im Februar 2023 nahm Gibson als Night Owl an der neunten Staffel der US-amerikanischen Version von The Masked Singer teil, in der sie den 18. Platz erreichte.

### Foolish Beat
Sie war erst 18 Jahre als sie dieses Lied veröffentlichte und ist damit die jüngste Sängerin deren selbst geschriebenes, gesungenes und produziertes Lied die Nummer Eins in den USA wurde.

## Diskografie

### Studioalben
| Jahr | Titel                | Höchstplatzierung, Gesamtwochen, AuszeichnungChartplatzierungen (Jahr, Titel, Platzierungen, Wochen, Auszeichnungen, Anmerkungen) | Höchstplatzierung, Gesamtwochen, AuszeichnungChartplatzierungen (Jahr, Titel, Platzierungen, Wochen, Auszeichnungen, Anmerkungen) | Höchstplatzierung, Gesamtwochen, AuszeichnungChartplatzierungen (Jahr, Titel, Platzierungen, Wochen, Auszeichnungen, Anmerkungen) | Höchstplatzierung, Gesamtwochen, AuszeichnungChartplatzierungen (Jahr, Titel, Platzierungen, Wochen, Auszeichnungen, Anmerkungen) | Höchstplatzierung, Gesamtwochen, AuszeichnungChartplatzierungen (Jahr, Titel, Platzierungen, Wochen, Auszeichnungen, Anmerkungen) | Anmerkungen                             |
| Jahr | Titel                | DE | AT | CH | UK | US | Anmerkungen                             |
| ---- | -------------------- | --- | --- | --- | --- | --- | --------------------------------------- |
| 1987 | Out Of The Blue      | — | — | — | UK26 Gold · (35 Wo.)UK | US7 ×3Dreifachplatin · (89 Wo.)US                                                                                                 | Erstveröffentlichung: 18. August 1987   |
| 1989 | Electric Youth       | DE48 (5 Wo.)DE | — | CH21 (3 Wo.)CH | UK8 Gold · (16 Wo.)UK | US1 ×2Doppelplatin · (51 Wo.)US                                                                                                   | Erstveröffentlichung: 24. Januar 1989   |
| 1990 | Anything Is Possible | — | — | — | UK69 (1 Wo.)UK | US41 Gold · (17 Wo.)US | Erstveröffentlichung: 20. November 1990 |
| 1993 | Body Mind Soul       | — | — | — | — | US109 (3 Wo.)US | Erstveröffentlichung: 19. Januar 1993   |

Weitere Alben
- 1995: Think With Your Heart
- 1996: Deborah
- 2001: M.Y.O.B.
- 2003: Colored Lights: The Broadway Album
- 2010: Ms. Vocalist
- 2021: The Body Remembers
- 2022: Winterlicious

### Kompilationen
- 1995: Greatest Hits
- 2003: Lost In Your Eyes And Other Hits
- 2005: Memory Lane, Volume 1
- 2005: Memory Lane, Volume 2

### Singles
| Jahr | Titel Album                         | Höchstplatzierung, Gesamtwochen, AuszeichnungChartplatzierungen (Jahr, Titel, Album, Platzierungen, Wochen, Auszeichnungen, Anmerkungen) | Höchstplatzierung, Gesamtwochen, AuszeichnungChartplatzierungen (Jahr, Titel, Album, Platzierungen, Wochen, Auszeichnungen, Anmerkungen) | Höchstplatzierung, Gesamtwochen, AuszeichnungChartplatzierungen (Jahr, Titel, Album, Platzierungen, Wochen, Auszeichnungen, Anmerkungen) | Höchstplatzierung, Gesamtwochen, AuszeichnungChartplatzierungen (Jahr, Titel, Album, Platzierungen, Wochen, Auszeichnungen, Anmerkungen) | Höchstplatzierung, Gesamtwochen, AuszeichnungChartplatzierungen (Jahr, Titel, Album, Platzierungen, Wochen, Auszeichnungen, Anmerkungen) | Anmerkungen                                         |
| Jahr | Titel Album                         | DE | AT | CH | UK | US | Anmerkungen                                         |
| ---- | ----------------------------------- | --- | --- | --- | --- | --- | --------------------------------------------------- |
| 1987 | Only In My Dreams Out Of The Blue   | — | — | — | UK11 (12 Wo.)UK | US4 Gold · (28 Wo.)US | Erstveröffentlichung: Februar 1987                  |
| 1987 | Shake Your Love Out Of The Blue     | — | — | CH19 (7 Wo.)CH | UK7 (8 Wo.)UK | US4 Gold · (22 Wo.)US | Erstveröffentlichung: September 1987                |
| 1988 | Out Of The Blue                     | — | — | — | UK19 (7 Wo.)UK | US3 (17 Wo.)US | Erstveröffentlichung: Januar 1988                   |
| 1988 | Foolish Beat Out Of The Blue        | — | — | CH10 (10 Wo.)CH | UK9 (9 Wo.)UK | US1 (20 Wo.)US | Erstveröffentlichung: April 1988                    |
| 1988 | Staying Together Out Of The Blue    | — | — | — | UK53 (2 Wo.)UK | US22 (12 Wo.)US | Erstveröffentlichung: September 1988                |
| 1989 | Lost in Your Eyes Electric Youth    | — | — | — | UK34 (7 Wo.)UK | US1 Gold · (19 Wo.)US | Erstveröffentlichung: 6. Januar 1989                |
| 1989 | Electric Youth                      | DE18 (14 Wo.)DE | — | — | UK14 (8 Wo.)UK | US11 Gold · (13 Wo.)US | Erstveröffentlichung: April 1989                    |
| 1989 | No More Rhyme Electric Youth        | — | — | — | — | US17 (14 Wo.)US | Erstveröffentlichung: Juni 1989                     |
| 1989 | We Could Be Together Electric Youth | — | — | — | UK22 (8 Wo.)UK | US71 (6 Wo.)US | Erstveröffentlichung: August 1989                   |
| 1990 | Anything Is Possible                | — | — | — | UK51 (2 Wo.)UK | US26 (12 Wo.)US | Erstveröffentlichung: November 1990                 |
| 1993 | Losin’ Myself Body Mind Soul        | — | — | — | — | US86 (5 Wo.)US | Erstveröffentlichung: Januar 1993                   |
| 1993 | Shock Your Mama Body Mind Soul      | — | — | — | UK74 (1 Wo.)UK | — | Erstveröffentlichung: März 1993                     |
| 1993 | You’re the One That I Want –        | — | — | — | UK13 (6 Wo.)UK | — | Erstveröffentlichung: Juli 1993 mit Craig McLachlan |

## Videoalben
- 1988: Out Of The Blue (US: Platin)
- 1989: Live In Concert – The Out Of The Blue Tour (US: ×2Doppelplatin )
- 1990: Live Around the World (US: Platin)

## Auszeichnungen für Musikverkäufe
| Goldene Schallplatte - Australien - 1989: für die Single Lost in Your Eyes - Hongkong - 1989: für das Album Out of the Blue - 1990: für das Album Electric Youth - Japan - 1990: für die Single Without You - 1992: für das Album Anything Is Possible | Platin-Schallplatte - Japan - 1992: für das Album Electric Youth |

Anmerkung: Auszeichnungen in Ländern aus den Charttabellen bzw. Chartboxen sind in ebendiesen zu finden.
| Land/RegionAuszeichnungen für Musikverkäufe (Land/Region, Auszeichnungen, Verkäufe, Quellen) | Gold       | Platin       | Verkäufe  | Quellen         |
| -------------------------------------------------------------------------------------------- | ---------- | ------------ | --------- | --------------- |
| Australien (ARIA)                                                                            | Gold1      | —            | 35.000    | Einzelnachweise |
| Hongkong (IFPI/HKRIA)                                                                        | 2× Gold2   | —            | 20.000    | ifpihk.org      |
| Japan (RIAJ)                                                                                 | 2× Gold2   | Platin1      | 350.000   | riaj.or.jp      |
| Vereinigte Staaten (RIAA)                                                                    | 5× Gold5   | 9× Platin9   | 7.900.000 | riaa.com        |
| Vereinigtes Königreich (BPI)                                                                 | 2× Gold2   | —            | 200.000   | bpi.co.uk       |
| Insgesamt                                                                                    | 12× Gold12 | 10× Platin10 |           |                 |

## Filmografie (Auswahl)
- 1984: Ghostbusters – Die Geisterjäger (Ghostbusters)
- 1986: Sweet Liberty
- 1986: Manhattan Project – Der atomare Alptraum (The Manhattan Project)
- 1992: Das Gesetz der Straße (Street Justice, Fernsehserie, eine Folge)
- 1995: Eine starke Familie (Step by Step, Fernsehserie, eine Folge)
- 1997: Fox After Breakfast (Fernsehserie, eine Folge)
- 1999: My X-Girlfriend’s Wedding Reception
- 1999: My Girlfriend’s Boyfriend
- 2000: Maggie Bloom (Fernsehserie)
- 2001: Soulkeeper
- 2001: Teen Queens (Fernsehfilm)
- 2002: That '80s Show (Fernsehserie, eine Folge)
- 2004: Celeste and the City (Celeste in the City, Fernsehfilm)
- 2006: Coffee Date
- 2007: Body/Antibody
- 2009: Rita Rockt (Rita Rocks, Fernsehserie, eine Folge)
- 2009: Mega Shark vs. Giant Octopus
- 2011: Mega Python vs. Gatoroid (Fernsehfilm)
- 2011: Last Friday Night (Kurzfilm)
- 2012: U B Da Judge (Kurzfilm)
- 2012: Rock of Ages
- 2014: Mega Shark vs. Mechatronic Shark